# Криничанська сільська рада (Миколаївський район)
Кринича́нська сільська́ ра́да — адміністративно-територіальна одиниця та орган місцевого самоврядування в Миколаївському районі Миколаївської області. Адміністративний центр — село Кринички.

## Загальні відомості
- Населення ради: 1 629 осіб (станом на 2001 рік)

## Населені пункти
Сільській раді були підпорядковані населені пункти:
- с. Кринички
- с. Новогригорівка
- с. Новоселівка
- с. Трихатське

## Склад ради
Рада складалася з 16 депутатів та голови.
- Голова ради: Чечуй Володимир Васильович

### Керівний склад попередніх скликань
| Прізвище, ім'я, по батькові | Основні відомості                                                         | Дата обрання | Дата звільнення |
| --------------------------- | ------------------------------------------------------------------------- | ------------ | --------------- |
| Цибко Віталій Іванович      | Сільський голова, 1966 року народження, член Народної партії              | 26.03.2006   | 31.10.2010      |
| Чечуй Володимир Васильович  | Сільський голова, 1958 року народження, освіта вища, член Партії регіонів | 31.10.2010   |                 |

Примітка: таблиця складена за даними сайту Верховної Ради України

### Депутати
За результатами місцевих виборів 2010 року депутатами ради стали:

#### За суб'єктами висування
| Суб'єкт висування           | Кількість обраних депутатів | %    |
| --------------------------- | --------------------------- | ---- |
| Самовисування               | 9                           | 56,3 |
| Комуністична партія України | 5                           | 31,3 |
| Партія регіонів             | 2                           | 12,5 |

#### За округами
| № округу                    | Прізвище, ім'я, по батькові   | Дата визнання обраним | Освіта  | Партійна приналежність | Відомості про обраного депутата |
| --------------------------- | ----------------------------- | --------------------- | ------- | ---------------------- | --- |
| Комуністична партія України |                               |                       |         |                        | |
| 1                           | Рудой Олександр Васильович    | 01.11.2010            | середня | позапартійний          | Криничанська загальноосвітня школа I-III ст., робітник по обслуговуванню приміщень та будівель в Криничанській ЗОШ І — III ступенів |
| 4                           | Сметаненко Микола Григорович  | 01.11.2010            | середня | позапартійний          | пенсіонер |
| 7                           | Козорез Володимир Петрович    | 01.11.2010            | середня | позапартійний          | тимчасово не працює |
| 8                           | Поворозко Лілія Сергіївна     | 01.11.2010            | вища    | позапартійна           | Криничанська загальноосвітня школа, вчитель початкових класів                                                                       |
| 13                          | Рипенко Іван Іванович         | 01.11.2010            | середня | позапартійний          | тимчасово не працює |
| Партія регіонів             |                               |                       |         |                        | |
| 3                           | Стеблін Валерій В'ячеславович | 01.11.2010            | середня | позапартійний          | Ольшанська виправна колонія № 53, молодший інспектор відділу нагляду та безпеки                                                     |
| 6                           | Орлова Світлана Миколаївна    | 31.01.2011            | вища    | член Партії регіонів   | Криничанська сільська рада, секретар виконавчого комітету                                                                           |
| Самовисування               |                               |                       |         |                        | |
| 2                           | Тютюнник Віра Петрівна        | 01.11.2010            | вища    | позапартійна           | пенсіонер |
| 5                           | Дануца Валерій Іванович       | 01.11.2010            | вища    | позапартійний          | ТОВ «Криничанське», директор |
| 9                           | Бондарь Юрій Петрович         | 01.11.2010            | середня | позапартійний          | Криничанська Сільська Рада, спеціаліст-інструктор II категорії з питань роботи з громадськими формуваннями                          |
| 10                          | Лєтто Давид Едуардович        | 01.11.2010            | середня | позапартійний          | приватний підприємець |
| 11                          | Степаненко Тетяна Вікторівна  | 01.11.2010            | вища    | член Народної партії   | Криничанська сільська рада, секретар                                                                                                |
| 12                          | Пономарьов Віктор Михайлович  | 01.11.2010            | вища    | позапартійний          | тимчасово не працює |
| 14                          | Макарський Юрій Вікторович    | 01.11.2010            | вища    | позапартійний          | тимчасово не працює |
| 15                          | Котова Галина Михайлівна      | 01.11.2010            | середня | позапартійна           | Новогригорівський фельдшерсько-акушерський пункт, молодший мед. працівник                                                           |
| 16                          | Задвірний Петро Мирославович  | 01.11.2010            | середня | позапартійний          | тимчасово не працює |